# Alfred Kerr
Alfred Kerr, pseudonimo di Alfred Kempner (Breslavia, 25 dicembre 1867 – Amburgo, 12 ottobre 1948), è stato uno scrittore tedesco.

## Biografia

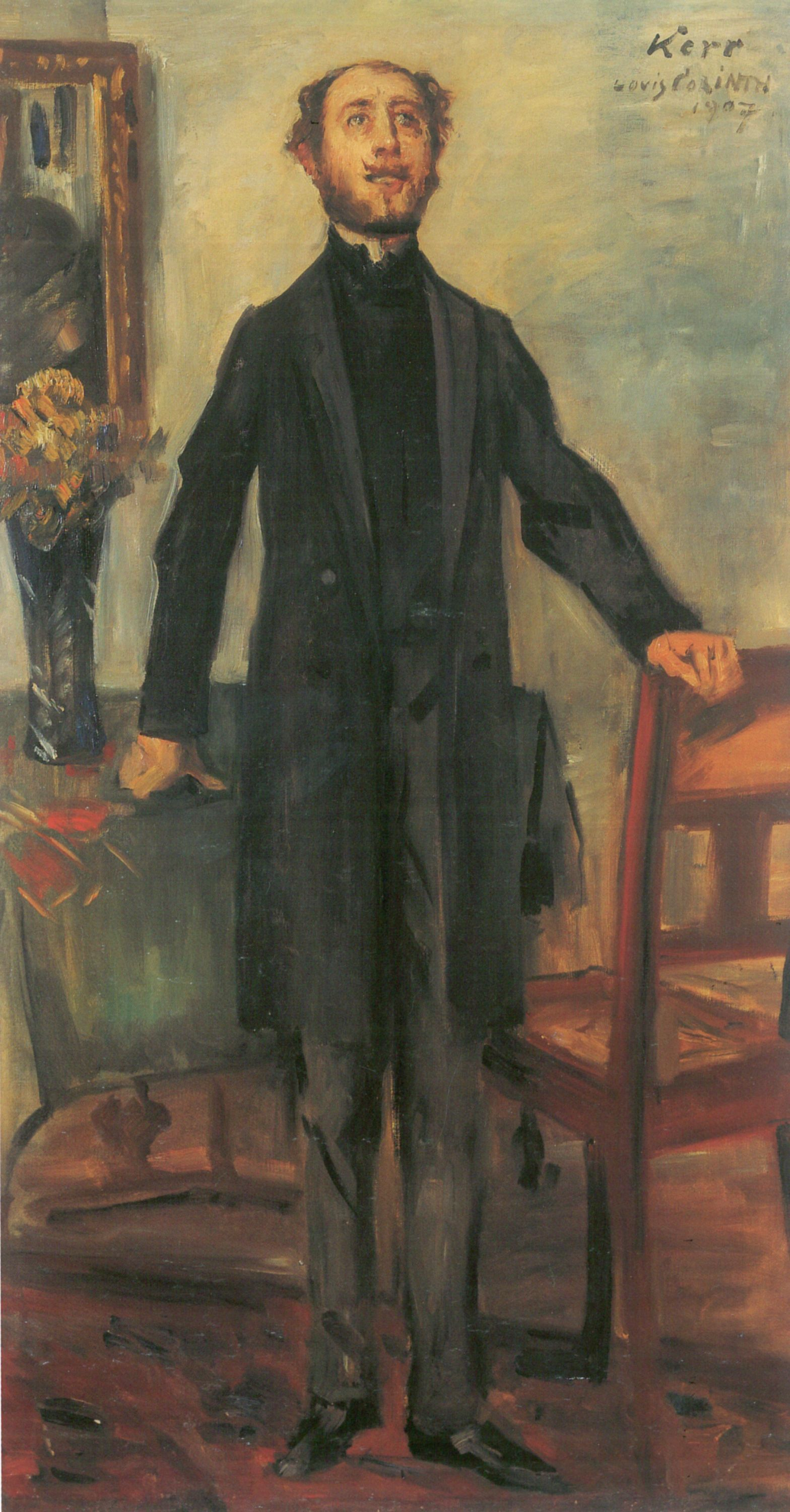
Ritratto di Alfred Kerr, eseguito da Lovis Corinth, 1907

I genitori di Alfred Kerr erano il mercante ebreo e proprietario di una fabbrica Meyer Emanuel Kempner (1826-1900) ed Helene Calé (1835-1911).
Alfred Kerr studiò storia, letteratura, filosofia, germanistica inizialmente a Breslavia, proseguendoli nel 1887 a Berlino, sotto la guida di Erich Schmidt e di Theodor Fontane, laureandosi nel 1894 ad Halle.
Dopo la laurea si avvicinò alla letteratura, invece di intraprendere la carriera accademica, diventando il più importante critico teatrale berlinese fino al 1933, collaboratore già durante il periodo universitario con i giornali Zeitung Vossische, la Neue Rundschau (1891), il Breslauer Zeitung (1895), il Königsberger Allgemeine Zeitung (1897), il quotidiano berlinese Der Tag (1900-1919) e con il Berliner Tagblatt.
Come critico teatrale apprezzò particolarmente le opere di Ibsen, quelle del primo Hauptmann e meno i lavori di Sudermann, di Max Reinhardt, di Brecht, dell'Espressionismo, preferendo i movimenti artistici giovani, emergenti ed innovativi, e caratterizzando le sue critiche per la brillantezza, l'acutezza, l'umorismo e l'efficacia dei suoi giudizi.

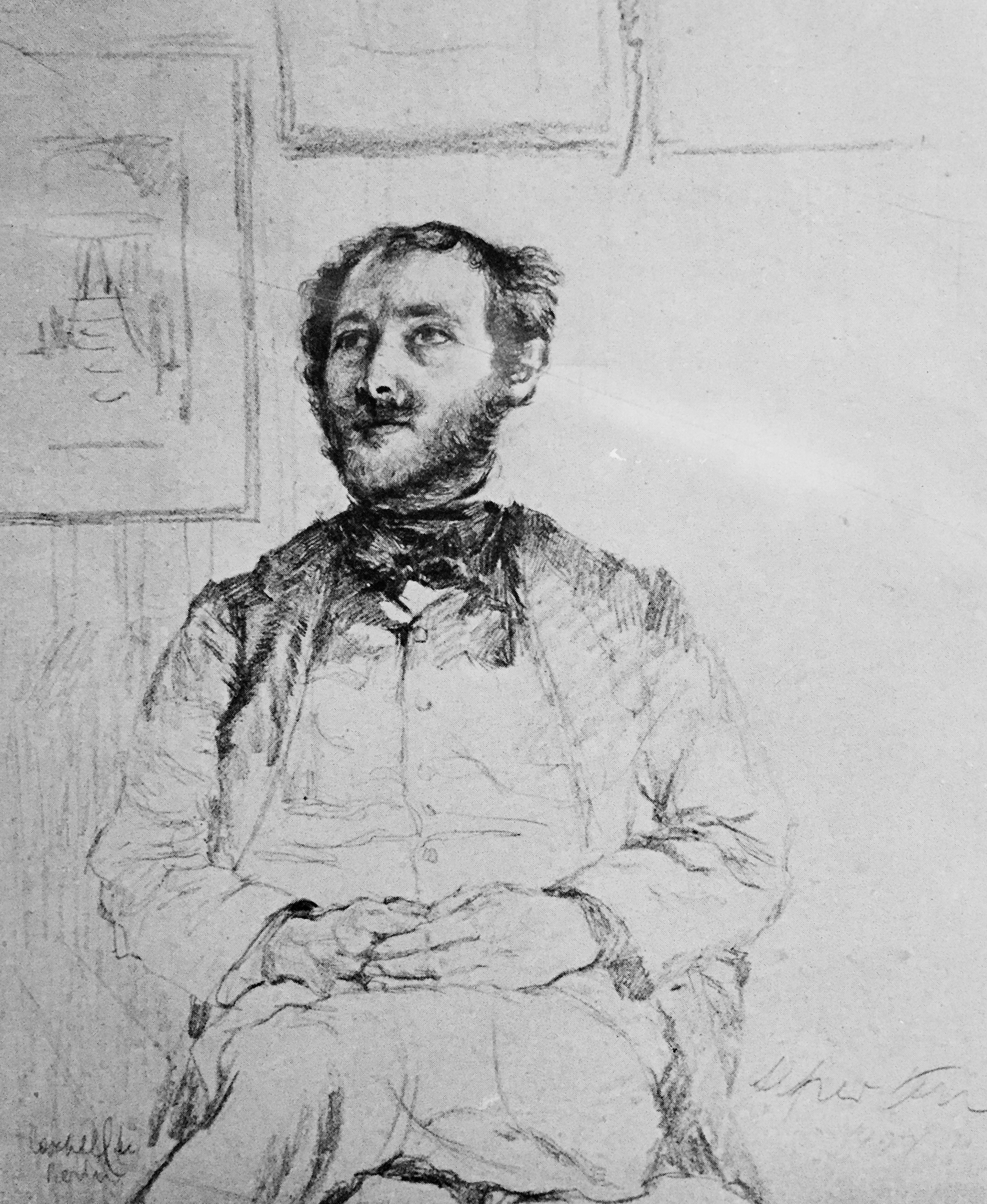
Alfred Kerr nel ritratto di Moritz Coschell, 1907

Kerr si dedicò anche alla scrittura di poesie impressioniste, tra le quali menzioniamo Die Harfe (1917) e Der Krämerspiegel (1921, poesie musicate da Richard Strauss), oltre che alla pubblicazione di novelle e di letteratura di viaggio.
Alfred Kerr si sposò per la prima volta, quando aveva più di cinquant'anni, con Ingeborg Thormählen, che era molto più giovane di lui, e che morì poco dopo nella pandemia influenzale del 1918 durante la gravidanza: il lutto lo colpì profondamente.
Il suo secondo matrimonio fu con la talentuosa musicista Julia Weismann (1898-1965), figlia di un segretario di stato prussiano, di nome Robert Weismann. Il figlio di Kerr, Michael Kerr, divenne un importante avvocato inglese. La loro figlia, Judith Kerr, ha scritto un'autobiografia in tre volumi e il libro per bambini The Tiger Who Came To Tea.
Durante gli anni del regime nazista si mostrò contrario alla dittatura e quindi si trasferì dapprima in Cecoslovacchia (1933), poi in Francia, ed infine in Inghilterra (1935); negli anni del suo esilio lavorò con i giornali parigini Le Figaro, Le Temps e Les Nouvelles Littérairese, a Londra con la BBC.
Negli anni trenta pubblicò alcune tra le sue migliori opere, quali Rathenau (1935), dedicato allo statista ucciso dai nazionalisti tedeschi, oltre che Melodien (1938), una pregevole raccolta di versi.
Nel 1948, durante una visita ad Amburgo ebbe un ictus e dopo pochi mesi morì.
Kerr ha influenzato nel primo trentennio il costume letterario tedesco.

## Opere principali

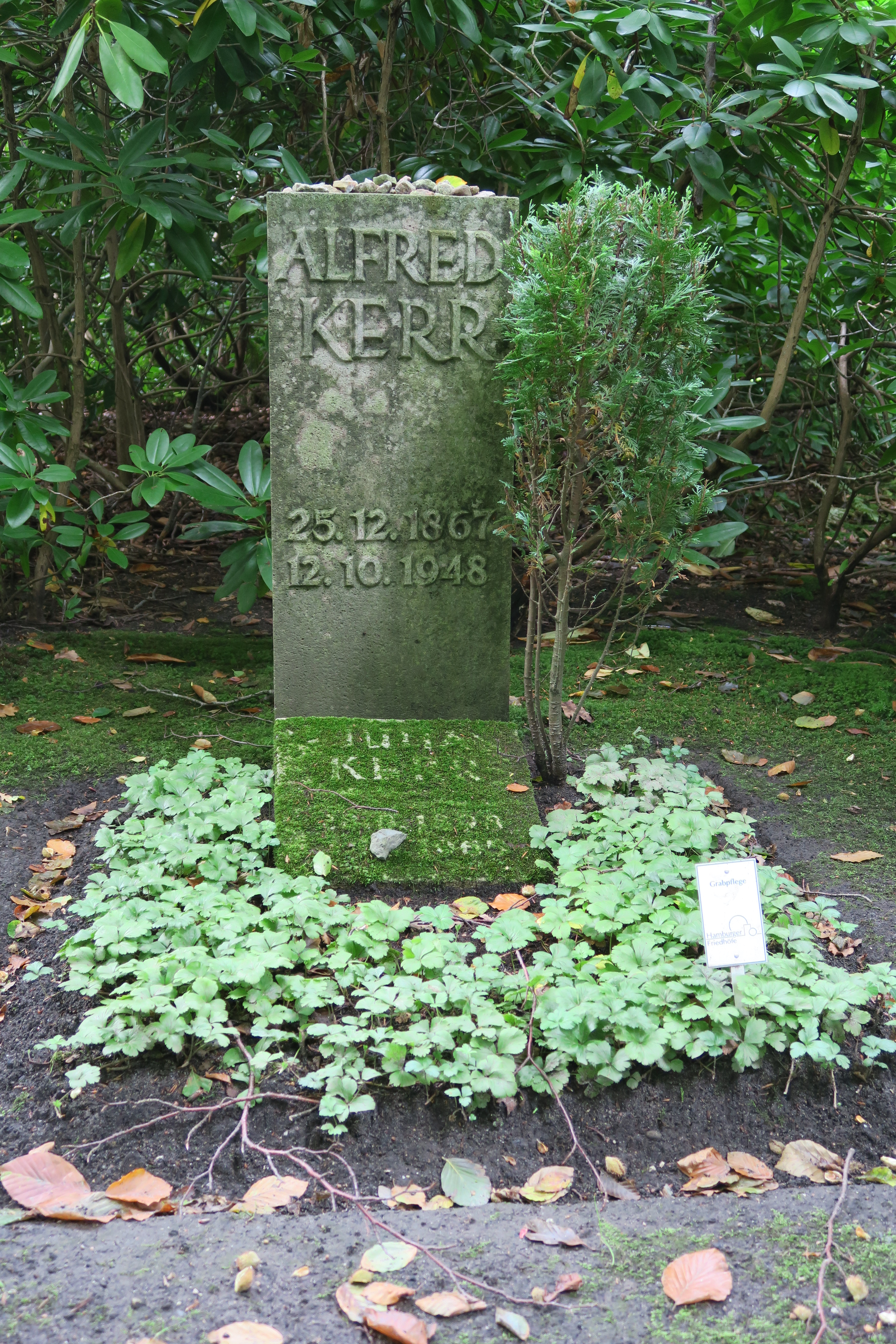
La tomba di Alfred Kerr

- Godwi. Ein Kapitel deutscher Romantik, tesi su Clemens Brentano, (1898);
- Das neue Drama, (1905);
- Die Harfe, poema, (1917);
- Ich sage, was zu sagen ist: Theaterkritiken 1893–1919, opere volumi VII;
- Wo liegt Berlin?: Briefe aus der Reichshauptstadt 1895-1900, (1997);
- Warum fließt der Rhein nicht durch Berlin? Briefe eines europäischen Flaneurs. 1895 bis 1900;
- New York und London, letteratura di viaggio;
- O Spanien!, letteratura di viaggio;
- Caprichos, poema, (1926);
- Buch der Freundschaft, letteratura per l'infanzia, (1928);
- So liegt der Fall Theaterkritiken 1919 – 1933 und im Exil;
- Der Dichter und die Meerschweinchen: Clemens Tecks letztes Experiment;
- Diktatur des Hausknechts;
- Walther Rathenau. Erinnerungen eines Freundes;
- Gruss an Tiere, con Gerhard F. Hering, (1955);
- Theaterkritiken, selezione critiche, (1971);
- Ich kam nach England, diario, (1979);
- Mit Schleuder und Harfe, (1982);
- Wo liegt Berlin? Briefe aus der Reichshauptstadt, (1997);
- Alfred Kerr, Lesebuch zu Leben und Werk, (1999);
- Mein Berlin, (2002);
- Sucher und Selige, volumi IV, (2009).